# Conrad Hölling
Conrad Hölling (auch: Conrad Hoelling; * um 1651; † 21. März 1720 in der Calenberger Neustadt vor Hannover) war ein Herzoglich Braunschweig-Lüneburgischer Stein- und Eisenschneider sowie Kurfürstlich Hannoverscher und Königlich Großbritannischer Hofgoldschmied und -juwelier sowie Kaufmann, Diakon und Kirchenvorsteher.

## Leben
Conrad Hölling wurde wenige Jahre nach dem Ende des Dreißigjährigen Krieges um das Jahr 1651 geboren als Sohn des gleichnamigen Kaufmanns und Handelsherrn Conrad Hölling beziehungsweise des herzoglichen Hofjuweliers Cord Hölling (1604–1656) sowie der Maria Meineking beziehungsweise Maria Meinekings, Tochter des Bürgermeisters der Neustadt. Ein Relief der Familie findet sich in dem von dem Bildhauer des Leibnizhauses, Peter Köster geschaffenen Grabstein der Familie nahe dem Südportal der Neustädter Hof- und Stadtkirche St. Johannis der Calenberger Neustadt.
Hölling war bereits sowohl Bürger und niedergelassener Goldschmied in Hannover als auch Herzoglich Braunschweig-Lüneburgischer bestallter Stein- und Eisenschneider in Zelle, als er am 21. August 1677 in der Neustädter Hof- und Stadtkirche St. Johannis das Fräulein Anna Dorothea von der Lippe heiratete, Tochter des „Burg- und Handelsherrn alhier“, Ludewig von der Lippe. Zwischen 1678 und 1681 ließ das Ehepaar sechs Kinder taufen, von denen die meisten früh starben, doch eine Tochter kam über das Kindesalter hinaus sowie das sechste Kind, der 1687 geborene Sohn, spätere Theologe und Superintendent Johann Conrad Stephan Hoelling. Insgesamt hatte das Ehepaar 13 Kinder, darunter die Tochter Anna Maria Hölling, die am 12. Mai 1707 den Kurfürstlichen Medailleur Ehrenreich Hannibal heiratete. Eine andere Tochter ehelichte den Hofgoldarbeiter Alexander Heinrich Diester.
Unterdessen war Conrad Hölling 1689 im Alter von 38 Jahren – er bewohnte seinerzeit ein Haus in der „Calenbergstraße“ – sowohl als Goldschmied als auch als Höker und Krüger bezeichnet worden. Zu seinem Personal zählten die Lehrjungen Christian Froböhse und Carl Junge sowie sein Geselle Heinrich Uchtemann.
Ab 1706/1707 arbeitete Hölling bei verschiedenen Arbeiten, darunter ein vergoldetes „Toilet“, mit dem Celler Hofgoldschmied Lewin Dedeke zusammen. Seit der gleichen Zeit erhielt Hölling als kurfürstlicher Hofgoldschmied ein Gehalt von 40 Reichstalern jährlich. Er wurde 1707 zudem als „Einwohner, Bürger [... und] Premier Diaconus der Hof- und St. Johanniskirche Hannover-Neustadt“ bezeichnet. Nach dem Beginn der Personalunion zwischen Großbritannien und Hannover wurde Hölling im Jahr 1714 schließlich als „fürnehmer Bürger und Handelsmann, auch Kgl. Großbritann. Hofgoldarbeiter, auch Premier-Vorsteher der Kgl. Hof- und S. Johanniskirche“ bezeichnet.
Nach dem Tod Höllings am 21. März 1720 verfasste sein Sohn Johann Conrad Stephan Hölling die in Hannover im selben Jahr gedruckte Trauerrede, die sich in der Universitätsbibliothek Göttingen erhalten hat. Das Gehalt des Verstorbenen wurde am 23. April 1720 seiner Witwe zugesprochen, die die im Hofstaat anfallenden Arbeiten noch 1721 und 1722 durch ihren im Beruf des Goldschmiedes kundigen Sohn Gabriel Hölling ausführen ließ.

## Meister- und Beschauzeichen
Als Meisterzeichen Höllings finden sich beispielsweise die Initialen CH zwischen zwei dreiblättrigen Kleeblättern oben und unten, während das Beschauzeichen, ein steigender Löwe in einem Wappenschild auf die Neustadt bei Hannover weist.

## Werke (Auswahl)

### Nach den Kammerrechnungen
Nach den Kammerrechnungen des Hofes schuf Conrad Hölling unter anderem 1706 bis 1707 ein silbervergoldetes aufwendiges „Toilet“, schnitt später auch zahlreich Siegel, darunter ein „großes Majestäts- oder Lehnssiegel“, das der Eisenschneider Ehrenreich Hannibal anschließend gravierte. Nach dem Tod von Kurfürstin Sophie renovierte Hölling das Silbergeschirr im Wohnzimmer der Verstorbenen, reparierte später auch Leuchter, Spiegel, Blakern und andere silberne „Meublen“.

### Erhaltene Werke
Zu den erhaltenen Werken Höllings zählen
- der Sarg für den 1679 verstorbenen Herzog Johann Friedrich, der aus der Fürstengruft im Leineschloss;[1] 1957 in das Welfenmausoleum im Berggarten überführt wurde[10]
- der Sarg für den 1705 verstorbenen Herzog Georg Wilhelm, den Hölling gemeinsam mit dem Celler Kupferschmied Hornung anfertigte und der in Fürstengruft in der Celler Stadtkirche aufgestellt wurde.[1]

Zudem fertigte Conrad Hölling Kirchengerätschaften wie Oblatenkästen, Abendmahlskannen, Pantene, Kelche für Kirchen und Kapellen in Nienburg/Weser, Wunstorf, Hüpede, Mandelsloh, Eldagsen bei Springe, Schloss Ricklingen, Hämelschenburg und Polle sowie an die Neustädter Kirche und die Reformierte Kirche in der Calenberger Neustadt.
Zwei 37 cm hohe Kettenflaschen mit dem Wappen des Herzogs von Cumberland wurden 1889 auf einer Ausstellung in Wien gezeigt.